# Resupinatie

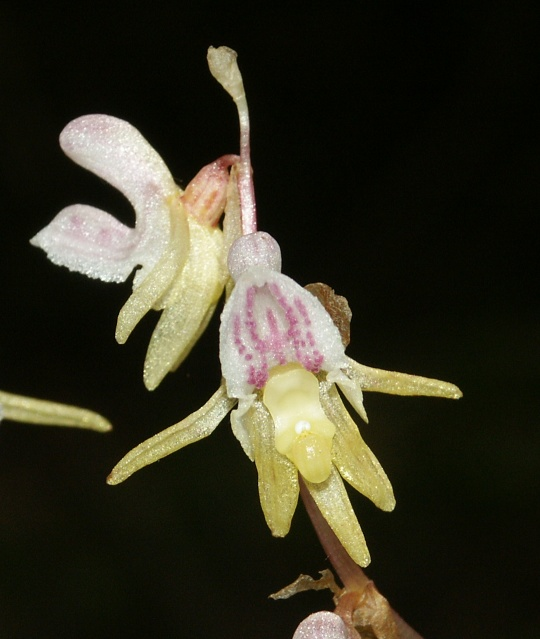
Bloem van een spookorchis (Epipogium aphyllum). Bij deze soort treedt geen resupinatie op en staat de lip (rood-wit gekleurd) als een kap boven het gynostemium (de centrale groene structuur).

Resupinatie is een term uit de plantkunde. Het is een proces dat zich voordoet bij het openen van de bloemen van onder andere orchideeën en lobelias, en dat ervoor zorgt dat de bloemlip zich in de kenmerkende positie onderaan de bloem bevindt.
De term is afkomstig uit het Latijnse 'resupinus' en betekent 'oprichten', naar de lip die na resupinatie opwaarts gericht is.

## Resupinatie bij orchideeën
De bloem van een orchidee is opgebouwd uit drie kelkbladen en drie kroonbladen. Het middelste kroonblad, de lip, is afwijkend van grootte, vorm en kleur, en vormt een landingsplatform voor bestuivers om makkelijker het centrum van de bloem met de geslachtsorganen (het gynostemium) te bereiken.
Oorspronkelijk was de lip van een orchidee opwaarts gericht en vormde zo een afdakje boven het gynostemium. Bij een aantal soorten, zoals de spookorchis (Epipogium aphyllum) en de vanilleorchis (Nigritella), is dit nog steeds het geval. Het is echter duidelijk dat deze positie de bestuiving bemoeilijkt: het inwendige van de bloem is minder zichtbaar en de bestuiver, een vliegend insect, moet een ingewikkeld manoeuvre uitvoeren om ondersteboven op de lip te kunnen landen.

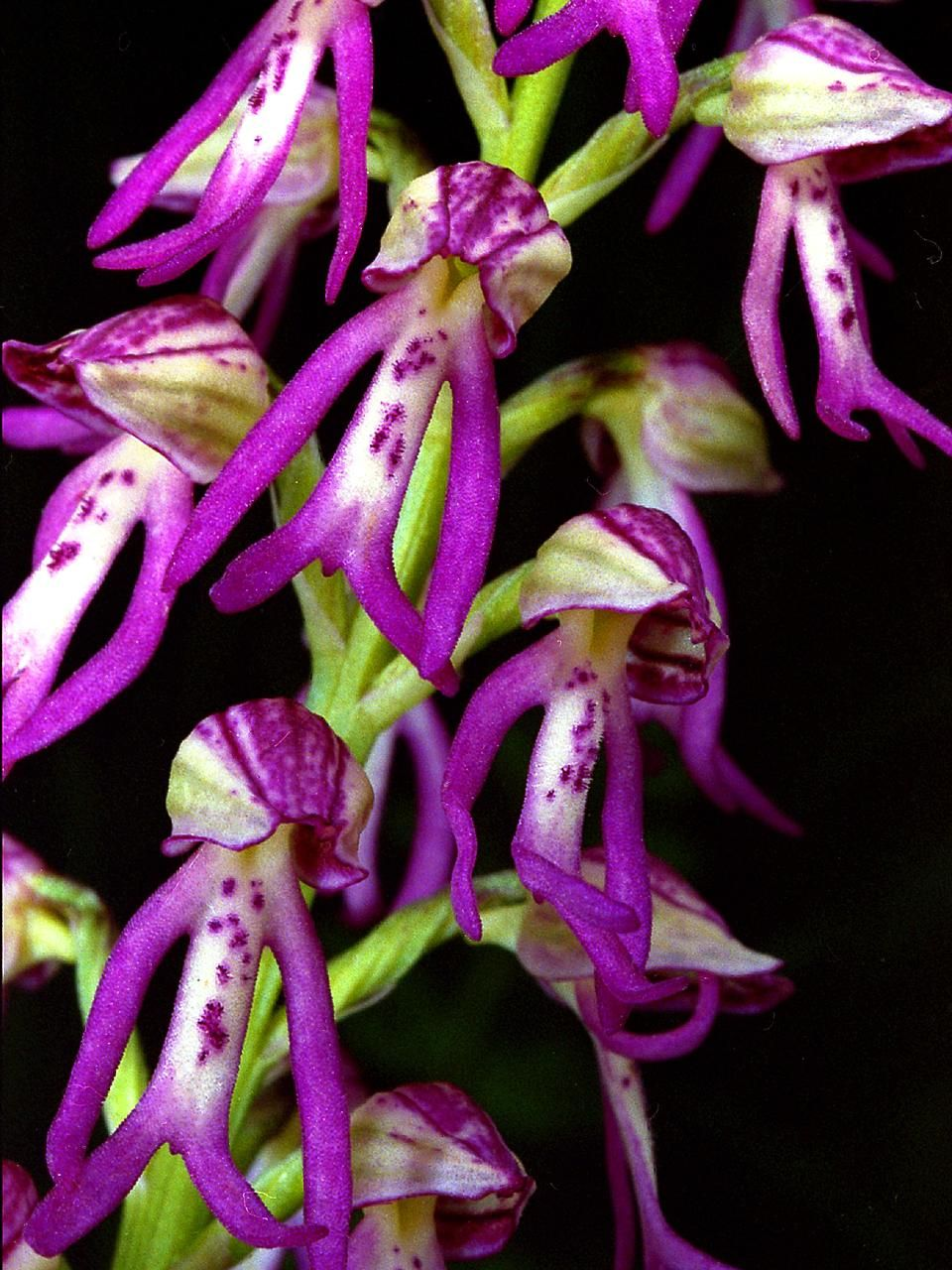
Bloem van een Orchis. De bloem draait tijdens het openen 180° rond zijn eigen as. Dit is zichtbaar bij de onderste bloemen. De bovenste kelk- en kroonbladeren vormen een helm.

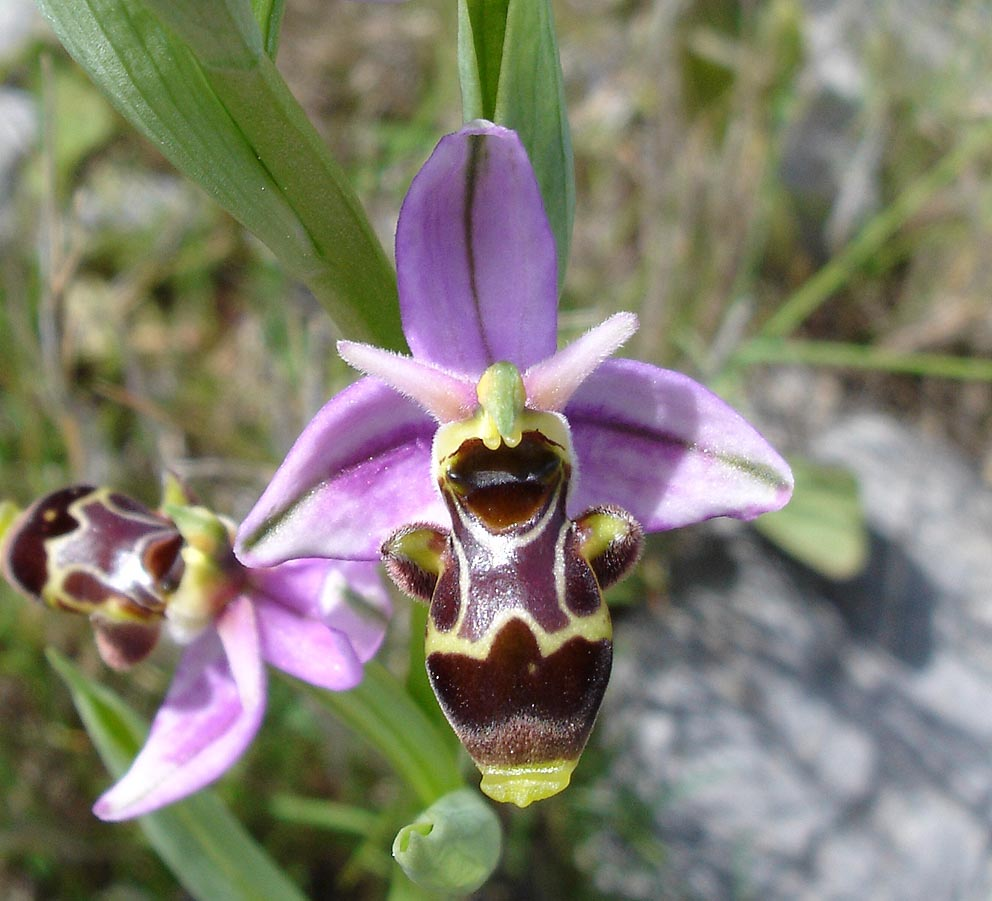
Bloem van een spiegelorchis (Ophrys). De bloem kantelt tijdens het openen 180° achterover. Bij de onderste bloem is dat niet helemaal gebeurd.

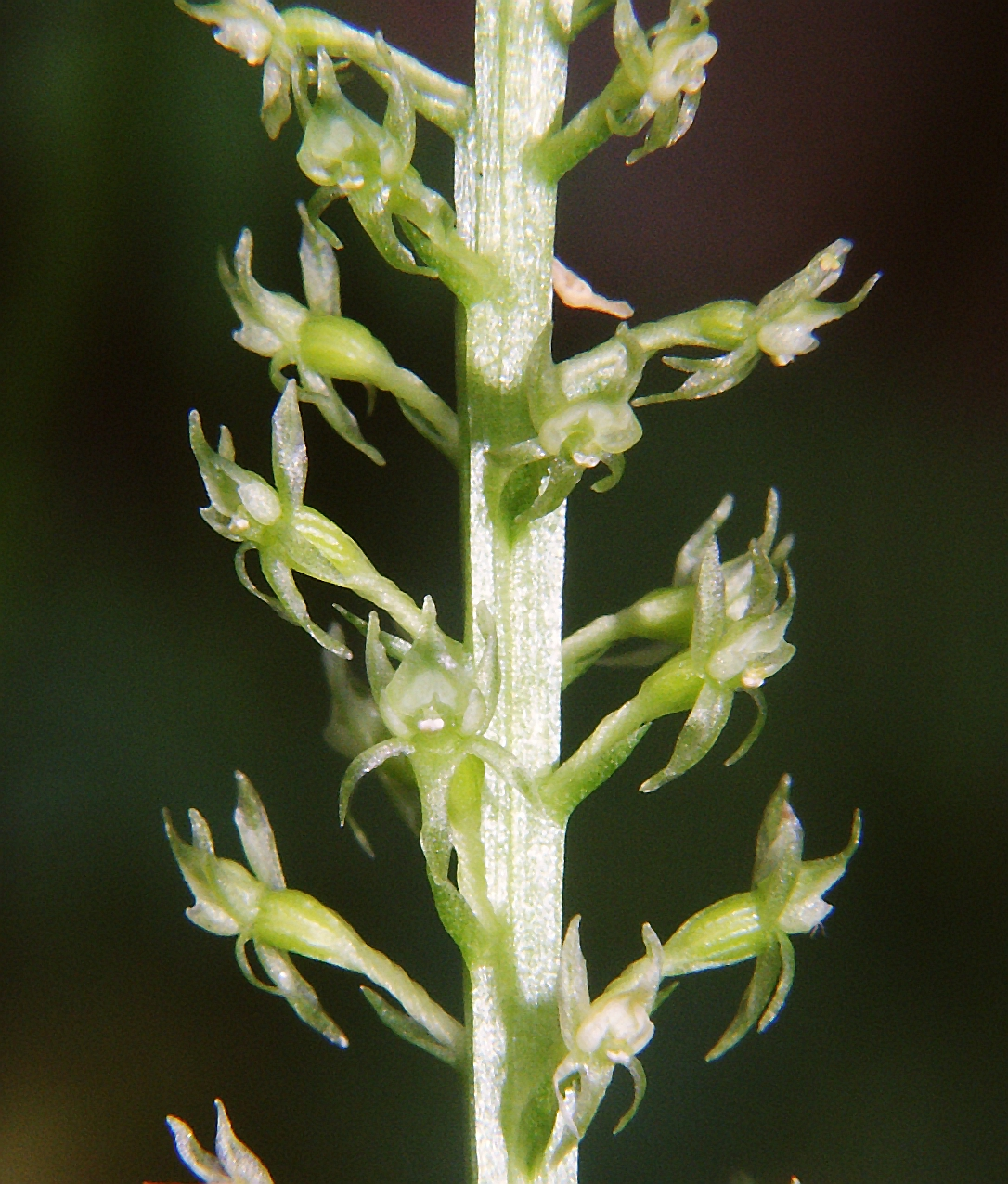
Bloem van het eenblad (Malaxis monophyllos). De bloem draait 360° rond zijn eigen as, wat zichtbaar is bij de onderste bloemen. De lip staat terug bovenaan.

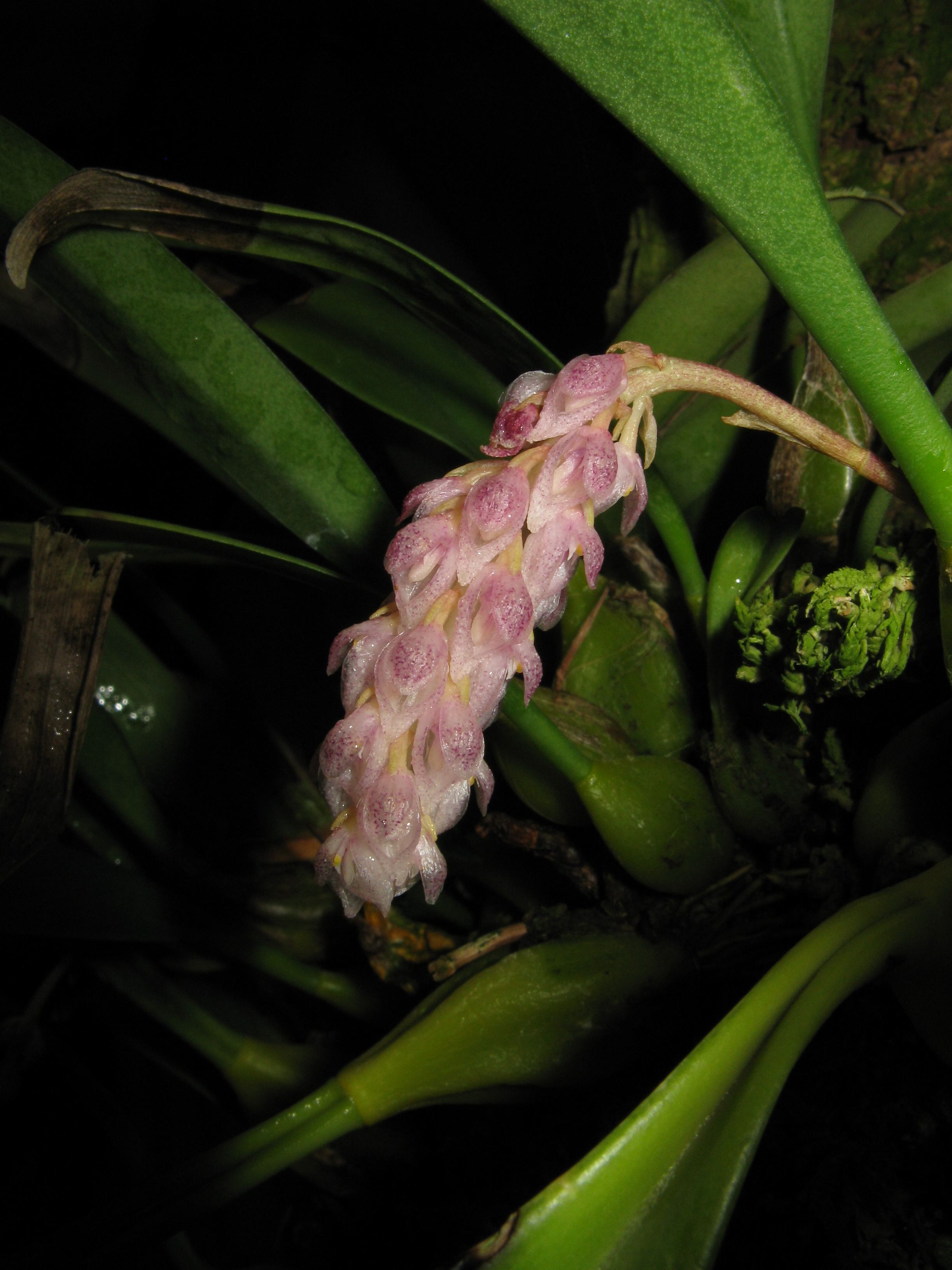
Bij de epifyt Bulbophyllum crassipes maakt de bloemstengel een knik van 90° zodat de volledige bloemtros omgekeerd komt te hangen.

Planten waarbij door een genetische mutatie de bloem 180° gedraaid werd, met de lip neerwaarts, zijn beter zichtbaar vanuit de lucht en makkelijker bereikbaar en dus evolutionair in het voordeel. Dit verschijnsel wordt resupinatie genoemd en is meermaals voorgekomen in de evolutie van de orchideeën.
Resupinatie vindt plaats bij het openen van de bloemen, en kan op verschillende manieren gebeuren: door het achterover kantelen over 180° van de hele bloem, zoals bij de spiegelorchissen (Ophrys), of door een draaiing rond de eigen as over 180° zoals bij Orchis. Daarbij wordt de bloemsteel of het vruchtbeginsel als een spiraal opgedraaid. Bij enkele soorten zoals de veenmosorchis (Hammarbya) heeft die tendens zich doorgezet en draait het vruchtbeginsel zelfs 360° rond zijn as, waardoor de lip terug bovenaan staat.
De oorspronkelijke functie van afdakje boven het gynostemium is bij een aantal orchissen overgenomen door de helm, een structuur ontstaan door het samenplooien van de bovenste kelk- en kroonbladen.
Bij tropische, epifytische soorten zoals Bulbophyllum kan resupinatie ook gebeuren door het omknikken van een volledige bloemtros, zodat alle bloemen omgekeerd komen te hangen.
Bij experimenteel onderzoek is vastgesteld dat resupinatie gebeurt als reactie van de bloem op de zwaartekracht, een verschijnsel dat geotropie wordt genoemd. Het wordt geïnitieerd door plantenhormonen zoals auxine, geproduceerd door de pollinia. Dat verklaart waarom bij sommige tweehuizige orchideeën, zoals bij Catasetum, enkel de mannelijke bloemen resupineren.